# Banco de Chile
Banco de Chile  é uma empresa chilena de serviços bancários e financeiros com sede em Santiago. É um banco comercial que fornece uma gama completa de serviços financeiros a uma base de clientes, que inclui grandes empresas, PMEs e clientes particulares. Em 31 de dezembro de 2012, o Banco do Chile possuía uma rede nacional de 434 agências, 1.915 caixas eletrônicos e outros canais eletrônicos de distribuição. Seus caixas eletrônicos estão conectados à  Red interbancaria Redbank que o banco controla 38,13% de sua propriedade. 
De acordo com os números do final do ano de 2018, é o segundo maior grupo bancário do Chile em ativos totais, atrás do Banco Santander Chile e à frente do BBVA Chile e possui uma participação de mercado de 19% em termos de empréstimos. É o maior banco do Chile em receita total (978 milhões de dólares). Desde 2008, é controlado em conjunto pelo conglomerado chileno Quiñenco group e pelo banco americano Citigroup.
As operações do banco são organizadas em torno de seis principais divisões comerciais: grandes corporações, PMEs, clientes privados, financiamento ao consumidor, bancos internacionais e mercados de capitais. Além disso, as subsidiárias oferecem securitização, corretagem de valores mobiliários, investimento mútuo e fundos, seguros e factoring, entre outros. Fora do Chile, possui uma agência em Nova York há mais de 20 anos e possui agências em Miami, São Paulo, Buenos Aires, Cidade do México e Hong Kong, fornecendo serviços internacionais.

## História
Criado em outubro de 1893, iniciou oficialmente suas operações como banco em 2 de janeiro de 1894, após a fusão de três das entidades bancárias chilenas mais importantes do século XIX: Banco de Valparaíso (1855), Banco Nacional de Chile (1865) e Banco Agrícola (1868), que criou - simultaneamente - o Banco de Chile (dedicado ao recebimento de depósitos e desconto de títulos) e o Banco Hipotecario de Chile (dedicado à concessão de empréstimos sobre hipotecas imobiliárias).
A instituição conseguiu superar a crise econômica de 1929, continuou seu desenvolvimento graças à base de capital que detinha. Assim, continuou sendo o principal banco do país. Em 1940, incorporou passivos de outras entidades financeiras em liquidação e comprou ações de importantes empresas comerciais e de serviços.
Após a nacionalização do processo bancário promovida pelo governo, a Corporação de Fomento à Produção do Chile (CORFO) passou a ser a maior acionista do Banco, em 1973, com direito a nomear o Presidente do Conselho de Administração. A entidade foi reprivatizada em 1975 e, dois anos depois, criou a Leasing Andino em associação com o Banco de Vizcaya da Espanha e com a Orient Leasing do Japão. Em dezembro de 1978, foi uma das primeiras - junto com os bancos Continental, O'Higgins e Sud Americano, além da financeira Finansa - a operar cartões de crédito no Chile, por meio do Diners Club.
Em 1982, iniciou seu processo de internacionalização e abriu uma filial em Nova York, Estados Unidos. No mesmo ano, no contexto da crise financeira global e local, o Banco de Chile sofreu uma intervenção pela autoridade financeira do Estado, para fazer frente à deterioração de sua carteira de crédito e a sua base patrimonial comprometida. Como resultado de um resgate concedido pelo Banco Central do Chile, a instituição bancária possui atualmente uma dívida subordinada, a qual no final de abril de 2019 teve sua última parcela, extinguindo a dívida.
Em 1987, por meio de um processo de capitalização, a propriedade e o controle do Banco foram transferidos para investidores privados. A instituição adquire os ativos e passivos do Banco Continental e absorve as operações do Banco Morgan Finansa.
Já na década de 1990, o Banco de Chile estabeleceu escritórios de representação em Miami, Buenos Aires, São Paulo e Cidade do México. Em 1993, criou o Banco CrediChile, divisão especializada na concessão de crédito ao consumo para pessoas de baixa e média renda.
Em dezembro de 2001, o Grupo Luksic assumiu o controle do Banco, após adquirir 51% do capital através da Quiñenco S.A. Em 2002, foi autorizada a fusão com o Banco de A. Edwards, também controlado pela Quiñenco, enquanto em dezembro de 2007 foi acordada a fusão entre o Banco de Chile e o Citibank Chile, processo que foi concluído em 1º de janeiro de 2008, marcando assim um novo marco na história da instituição, ao ingressar em uma das maiores redes de serviços financeiros do mundo.
Em agosto de 2020, o banco lançou uma conta na plataforma digital, limitada a um valor máximo de 2,5 milhões de pesos chilenos, visando entrar no mercado de tecnologia financeira de maneira competitiva.

## Controvérsias

### Lavagem de dinheiro nos EUA
Em 2005, o Escritório da Controladoria da Moeda dos EUA (OCC) removeu o Gerente Geral do Banco de Chile - Nova York do setor bancário dos Estados Unidos e impôs uma penalidade de 200 mil dólares em dinheiro civil contra o indivíduo por se envolver em práticas bancárias inseguras, relacionadas ao seu envolvimento em contas pertencentes ou controladas pela pessoa politicamente exposta proeminente e seus associados. Além disso, o Banco de Chile Nova York e o Banco de Chile-Miami não responderam oportunamente a denúncias amplamente divulgadas de suposta atividade criminosa por essa pessoa politicamente exposta (PEP) chilena de alto perfil e falharam em reunir e analisar informações de contas aplicáveis para para avaliar o potencial de atividades suspeitas. O OCC emitiu um Cessar e desistir para o Banco de Chile por violações da Lei de Sigilo Bancário. A Rede de Execução de Crimes Financeiros dos EUA também aplicou uma multa de US $ 3 milhões ao Banco de Chile por não identificar, monitorar e relatar atividades suspeitas relacionadas a uma pessoa politicamente exposta chilena, sua família e associados fazendo negócios em suas filiais de Nova York e Miami. O PEP chileno de alto perfil foi confirmado como Augusto Pinochet, ex-presidente aposentado do país que chegou ao poder em um golpe militar.

### Fundos de Pinochet
Em 2009, o Banco do Chile foi um dos quatro bancos processados pelo governo chileno por ajudar de forma negligente ou deliberada o ex-presidente de fato Augusto Pinochet a esconder 26 milhões de dólares em fundos roubados. Os outros bancos eram o PNC Financial Services Group Inc., Banco Santander, Banco Espírito Santo. "O governo chileno pode ter optado por ir atrás dos quatro bancos especificamente porque as evidências documentadas de negligência ou cegueira voluntária foram mais fortes", disse Michael Diaz, sócio-gerente do escritório de advocacia Diaz Reus & Targ LLP em Miami, acrescentando que as outras instituições podem estar "na periferia da responsabilidade".

## Divisões
As divisões do Banco de Chile são:
- BanChile Corredores de Bolsa
- Banco CrediChile
- Banco Edwards
- BanChile Seguros
- BanChile Administradora Geral de Fundos (AGF)